# Il buono, il brutto, il cattivo
Il buono, il brutto, il cattivo è un film del 1966 co-scritto e diretto da Sergio Leone.
Tra i più celebri western della storia del cinema, è considerato la quintessenza del fortunato genere spaghetti western e uno dei migliori film di sempre. Girato sulla scia del successo di Per un pugno di dollari e Per qualche dollaro in più, il film completa la trilogia del dollaro di Sergio Leone. Il regista, per sfuggire ancora una volta al rischio di ripetersi, aumenta di nuovo il numero dei protagonisti, da due a tre, collocando la trama nel contesto storico della guerra civile americana.
Leone ripropone il cliché dell'uomo senza nome, interpretato da Clint Eastwood, ma lo rende più ambiguo, a metà strada tra il cacciatore di taglie e il giustiziere. Affiancano Eastwood, nella parte dei protagonisti, Lee Van Cleef (anch'egli reduce da Per qualche dollaro in più, qui però in un ruolo molto diverso) ed Eli Wallach. Si segnala anche la partecipazione di Aldo Giuffré nelle vesti di un capitano dell'esercito unionista. A spiccare è tuttavia il personaggio di Tuco, sia perché approfondito nel suo vissuto e nella sua dimensione interiore, sia perché fornito di un lato umoristico caratterizzato magistralmente dal talento comico di Wallach.
La scena del cosiddetto "triello" (uno stallo alla messicana) nel finale del film è rimasta esemplare sia per la ripresa, sia per il montaggio, sia per l'uso sapiente della colonna sonora di Ennio Morricone (traccia Il triello), che la sottolinea in modo esclusivo, aggiungendovi tensione e potenza evocativa.
Il film all'inizio divise la critica, ma fu un enorme successo di pubblico. La sua popolarità perdura inalterata e l'ha reso ormai un classico nel cinema, nella musica e nei fumetti. Utenti e lettori di siti e riviste specializzati, ma anche importanti cineasti come Quentin Tarantino, lo considerano tra i migliori film western della storia del cinema, nonché una delle migliori pellicole di tutti i tempi.

## Trama
Sullo sfondo della guerra di secessione americana, il bandito Tuco Ramírez uccide dei cacciatori di taglie che lo trovano in una locanda sperduta. Nel frattempo uno spietato sicario, conosciuto come Sentenza, ingaggiato dall'invalido di guerra sudista Baker per trovare Jackson, un ex commilitone che avrebbe dell'oro, apprende dal gestore di una locanda messicana che Jackson ha cambiato il proprio nome in Bill Carson, e che è probabilmente coinvolto nella scomparsa di una cassa di 200 mila dollari in oro trafugati all'esercito confederato. Sentenza comprende l'intento del suo committente e non esita a togliere di mezzo Baker e riprende le ricerche di Carson, scoprendo che si è nuovamente arruolato nell'esercito e ha perso un occhio.
Nel frattempo, il bandito Tuco Ramírez viene catturato da tre cacciatori di taglie. Tuttavia, proprio in quel momento interviene un quarto misterioso pistolero che salva il bandito, ma solo per consegnarlo egli stesso alla giustizia, che lo condanna a morte. Durante l'impiccagione, lo sconosciuto bounty killer però recide il cappio con un colpo di fucile, consentendo a Tuco di fuggire, e dividendo poi con lui la taglia. I due si accordano per ripetere il trucco, ma l'uomo senza nome, che Tuco chiama «il Biondo», dopo un solo altro successo rompe la società abbandonando il bandito nel deserto, appiedato e legato.
Tuco, sopravvissuto al deserto, si riarma e si mette sulle tracce del Biondo per consumare la sua vendetta. Dopo aver tentato vanamente di ucciderlo prima con l'aiuto di tre sicari e poi allestendo un'impiccagione in albergo, dalla quale il Biondo sfugge, lo cattura e lo costringe ad attraversare a piedi il deserto senz'acqua né protezione dal sole. Dopo un lungo cammino, di nuovo sul punto di sparargli, viene distratto dal sopraggiungere di una diligenza senza cocchiere, carica di soldati confederati morti. Si precipita così a saccheggiarla e vi scopre un superstite agonizzante, Bill Carson, che gli promette 200000 dollari in cambio di acqua. Prima di morire, il soldato rivela il nascondiglio del tesoro in parte a Tuco e in parte al Biondo. Il primo scopre così che il denaro è sepolto nel cimitero di Sad Hill, mentre il secondo viene a conoscenza solo della tomba in cui si trova.
Costretto a soccorrere il Biondo per trovare il bottino, Tuco, conducendo la diligenza e indossata la divisa di Bill Carson, dopo essersi presentato con questa identità a un raggruppamento sudista, riesce a trasportarlo alla missione francescana di San Antonio e a farlo curare. Prima di rimettersi in viaggio, ha un aspro diverbio con il fratello Pablo, priore del convento, che gli rimprovera la carriera da bandito.
Sentenza, con l'intento di trovare Carson, si è arruolato nell'esercito nordista, ottenendo il grado di sergente e la direzione di un campo di prigionia. Il caso vuole che Tuco e il Biondo siano catturati dagli unionisti e condotti proprio in quel campo, dove Tuco è costretto a rispondere all'appello al nome di Bill Carson. Torturato dal robusto e brutale caporale Wallace, rivela a Sentenza il nome del cimitero, e che solo il Biondo conosce la tomba esatta. Dopodiché viene affidato allo stesso Wallace per essere condotto di nuovo alla forca. Sentenza, convinto che il Biondo sia troppo scaltro per rivelare il nome sulla tomba, propone a quest'ultimo di associarsi con lui nella ricerca del denaro.
Tuttavia Tuco, in viaggio su di un treno, pur ammanettato, riesce a uccidere Wallace e a fuggire, rifugiandosi in una cittadina sotto bombardamento. Nella stessa città arrivano anche il Biondo e Sentenza in compagnia di cinque pistoleri. Tuco intanto viene scovato casualmente da uno dei cacciatori di taglie sopravvissuto alla prima sparatoria, ma riesce a ucciderlo con diversi colpi di pistola mentre si fa un bagno caldo. Il Biondo riconosce "la voce" della pistola di Tuco, lo raggiunge e si allea con lui contro la banda di Sentenza, che viene sterminata. Sopravvive solo Sentenza, che fa quindi perdere le proprie tracce.
Di nuovo in cammino, i vecchi soci si trovano di fronte all'ostacolo insormontabile del ponte di Langstone, intorno al quale infuria la guerra. Scoperti dai nordisti nelle vicinanze, fingono di volersi arruolare. Il capitano Clinton, che li accoglie in stato di ebbrezza, rivela loro che il ponte è strategico e per la sua presa gli eserciti si fronteggiano inutilmente in una lunga serie di battaglie spietate, pagando un altissimo prezzo di vite. L'ufficiale, mosso da un alto senso d'umanità, vorrebbe porre fine al massacro, ma l'unico modo possibile sarebbe far esplodere il ponte, andando incontro a un processo per tradimento.
L'idea è fatta propria dai due, interessati solo a far spostare il campo di battaglia per proseguire il viaggio. Nel corso della tregua dopo l'ennesimo sanguinoso scontro, minano il ponte. Considerato l'elevato pericolo di rimanere uccisi nell'impresa, Tuco e il Biondo si rivelano reciprocamente la propria parte di segreto riguardante la posizione della cassa col denaro: il Biondo viene così a conoscere il nome del cimitero e rivela a Tuco che il nome sulla tomba è Arch Stanton. Il ponte minato salta in aria, giusto in tempo per dare soddisfazione al capitano, ferito a morte nell'ultima battaglia.
All'indomani della distruzione del ponte i soldati di entrambi gli schieramenti abbandonano il luogo. Oltrepassato il fiume il Biondo trova tra i ruderi di una chiesetta un soldato moribondo al quale offre qualche tiro dal suo sigaro, lo copre col proprio pastrano e in cambio si prende un poncho. Tuco tradisce il sodalizio alla prima occasione: si impossessa di un cavallo dei confederati e si precipita al cimitero. Il Biondo lo raggiunge mentre scava a mani nude nella tomba di Stanton e gli intima con la pistola di proseguire con una pala. Tuttavia entrambi finiscono sotto il tiro di Sentenza, pervenuto a sua volta sul posto. A questo punto, il Biondo dimostra che nella tomba di Stanton ci sono solo resti umani e afferma che non basterebbe un anno per trovare il denaro senza il suo contributo. Propone quindi ai due rivali di sfidarsi in un triello; il vincitore scoprirà il vero nome che lui si appresta a scrivere su di una pietra.
Nel triello, dopo una tesissima attesa, il Biondo uccide Sentenza, mentre Tuco, la cui pistola è stata scaricata nottetempo dal compare, si trova disarmato e alla sua mercé. Tuttavia, il Biondo lo risparmia, gli rivela che sulla pietra non è indicato alcun nome e lo costringe a scavare nella tomba senza nome di fianco a quella di Stanton. I due entrano così in possesso dei dollari, ma il Biondo gioca un ultimo atroce scherzo a Tuco: mentre quest'ultimo scavava ha preparato un cappio appeso a un albero, e costringe il bandito a infilarvi il collo stando in equilibrio precario su una croce di legno. Gli lega quindi le mani, e sotto i suoi occhi increduli carica metà del bottino sul cavallo di Sentenza e si allontana. Lo salverà nel solito modo, sparando alla corda da lontano, tra le implorazioni, le lacrime e infine gli insulti del bandito.

## Personaggi

### Personaggi principali
- "Biondo". Il buono, l'uomo senza nome, un flemmatico, arrogante cacciatore di taglie che compete con Tuco e Sentenza alla ricerca dell'oro sotterrato nel bel mezzo della guerra civile americana. Il Biondo e Tuco sono amici-nemici: Tuco conosce il nome del cimitero dove è nascosto l'oro, ma il Biondo conosce il nome della tomba dove è sotterrato. Ciò li costringe a lavorare insieme aiutandosi a vicenda. Nonostante questa avida ricerca, la pietà del Biondo verso i soldati morti nella caotica carneficina della guerra è evidente: "Non ho mai visto tanta gente morire, tanto male", afferma, salvo subito dopo cercare cinicamente di strappare il nome del cimitero a Tuco.
- Tuco. Il brutto, all'anagrafe Tuco Benedicto Pacifico Juan María Ramírez, è un comico, goffo, loquace bandito messicano ricercato dalle autorità per una moltitudine di reati di vario genere. Tuco riesce a scoprire il nome del cimitero dove è sepolto l'oro, ma non conosce il nome della tomba: solo il Biondo lo sa. Questo fatto obbliga i due a diventare compagni di viaggio.
- "Sentenza". Il cattivo, uno spietato sicario. Quando il Biondo e Tuco vengono catturati mentre erano camuffati da soldati confederati, Sentenza è il sergente dell'Unione che li interroga e che tortura Tuco, scoprendo il nome del cimitero dove è sepolto l'oro, ma non la tomba. Egli forma dunque una fugace alleanza con il Biondo, ma i due ex compagni si coalizzano contro di lui appena possono.

### Personaggi secondari
- Capitano nordista alcolizzato: un ufficiale dell'esercito unionista perennemente sotto effetto dell'alcol, disilluso e rassegnato all'obbedienza militare che lo costringe a sacrificare i suoi uomini in un futile assedio, maturando idee anarchiche. Ferito gravemente, muore con un'espressione di viva soddisfazione subito dopo aver inviato i due protagonisti a distruggere il ponte assediato, "salvando" i suoi soldati da morte certa. È l'unico personaggio dell'intera Trilogia del dollaro a chiedere all'uomo senza nome come si chiami (al che lui esita a rispondere, ma il capitano cambia discorso) o altre informazioni personali (il luogo di provenienza, ottenendo come risposta «Illinois»).
- Wallace: un caporale assassino che lavora per Sentenza e tortura Tuco per sapere dove è situato il tesoro. Sentenza consegna Tuco a Wallace per poter riscuotere la taglia; Tuco, comunque, uccide Wallace gettandosi con lui da un treno in movimento.
- Bill Carson/Jackson: il morente Bill Carson, anche conosciuto come Jackson, rappresenta uno dei punti cardine della storia: condivide il segreto dell'oro con Tuco, dicendogli il nome del cimitero dove è nascosto, ma solo al Biondo rivela il nome della tomba.
- Padre Pablo Ramírez: il fratello di Tuco, un frate francescano a capo della Missione di San Antonio. Disprezza il fratello per essere diventato un bandito, abbandonando i loro genitori, mentre invece Tuco incolpa la sua vocazione religiosa per aver costretto lui a trasformarsi in un bandito, nonostante il rapporto di amore fraterno. Perfino Tuco è, in fondo, orgoglioso del fratello: lo si sente dire al Biondo: «A Roma c'è il Papa e qui c'è mio fratello».
- Stevens: il contadino coinvolto nell'affare tra Baker e Bill Carson. Viene ucciso insieme al suo figlio più grande da Sentenza dopo che gli rivela informazioni sulla nuova identità di Jackson e sull'oro.
- Baker: il soldato confederato coinvolto nell'affare dell'oro assieme a Stevens e Carson. Manda Sentenza a uccidere Stevens e ricavare informazioni, ma rimarrà vittima del suo stesso gioco.
- María: una prostituta brutalmente interrogata da Sentenza perché conosce Bill Carson, ma non è coinvolta nei suoi affari.
- Elam, cacciatore di taglie senza un braccio: ferito da Tuco nella sequenza iniziale del film, perde il braccio destro. Impara quindi a sparare con la mano sinistra e trova l'odiato socio casualmente in un villaggio militare; pur cogliendolo impreparato, esita nello sparare venendo anticipato e ucciso (Tuco: «Quando si spara, si spara, non si parla»).
- Capitano del campo di prigionia: il buon capitano nordista presente al campo di prigionia, con una gamba in gangrena. Non condivide i metodi di Sentenza e più volte gli ordina di essere meno brutale con i prigionieri, senza però essere ascoltato. Il suo obiettivo dichiarato è quello di raccogliere prove sufficienti per mandare davanti alla corte marziale quanti disonorano l'uniforme facendo mercanzia dei beni di proprietà dei prigionieri.
- Soldato senza gambe: un soldato dell'Esercito confederato privo delle gambe, che viene consultato da Sentenza riguardo a Bill Carson, e che lo indirizza, in cambio di qualche moneta, a María. Per quanto il personaggio, soprannominato da Sentenza "Mezzo-soldato" (in inglese Shorty, che potrebbe essere equiparato a 'Tappo', ma rimasto anonimo nel doppiaggio italiano), abbia una scena di dialogo relativamente lunga, è uno dei personaggi meno ricordati.

## Produzione

### Sviluppo
Dopo il successo di Per un pugno di dollari e Per qualche dollaro in più, i dirigenti della United Artists contattarono lo sceneggiatore dei film, Luciano Vincenzoni, per acquistare i diritti delle precedenti pellicole e del prossimo western. Lui, il produttore Alberto Grimaldi e Sergio Leone non avevano un progetto, difatti Leone non aveva intenzione di fare un altro western; anche attirato dall'enorme somma di denaro (che gli avrebbe permesso di vivere di rendita per il resto della vita) accettò la proposta, senza alcuna idea in lavorazione. Per sua fortuna, Vincenzoni propose l'idea di un «film su tre manigoldi che cercano dei tesori al tempo della Guerra Civile americana». Lo studio accettò, ma voleva conoscere il costo del film: Vincenzoni e Grimaldi trovarono un accordo con la United Artists per un milione di dollari di budget, più il 50% degli incassi dei botteghini al di fuori dell'Italia. Il budget totale sarà all'incirca di 1,3 milioni di dollari, una cifra stratosferica se si pensa alle precarie condizioni che Leone aveva affrontato solo due anni prima.
Esistono tre diverse versioni dei fatti. Luciano Vincenzoni li riporta così:
Secondo quanto ricorda Sergio Donati, però, le trattative con la United Artists furono diverse:
La versione dei fatti di Sergio Leone è ancora diversa. Egli infatti sostiene che l'idea di fondo del film sia unicamente sua, rimarcando che il film era stato concepito come il naturale prosieguo dei due precedenti western:

### Sceneggiatura

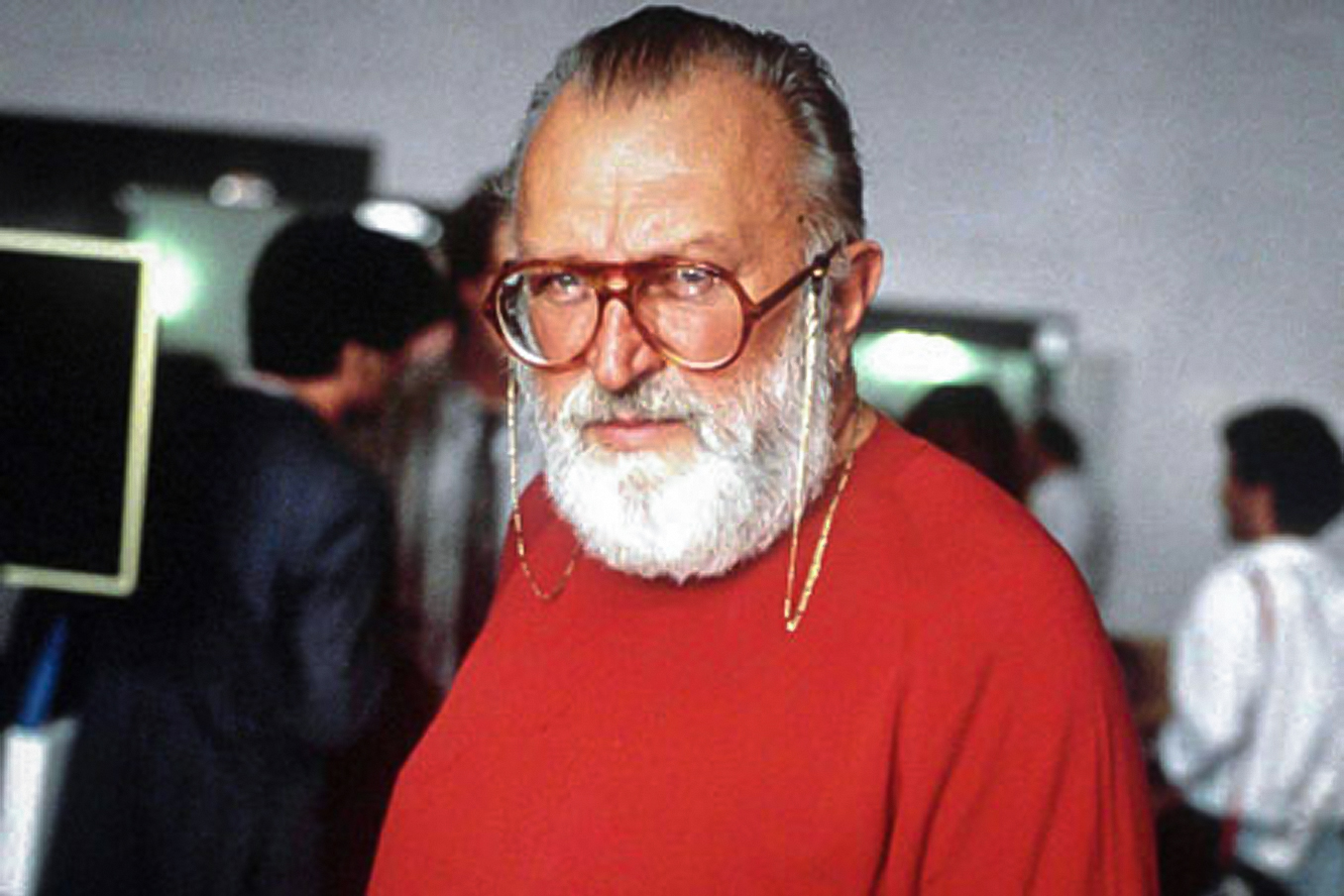
Il regista Sergio Leone durante le riprese di un altro suo film, C'era una volta in America

Mentre Sergio Leone sviluppava tutte le sue idee in una sceneggiatura vera e propria, Vincenzoni raccomandò di lavorare con un team di scrittura composto da Agenore Incrocci e Furio Scarpelli, amministrati dallo stesso Leone e da Sergio Donati. Leone, a questo proposito, disse: «Il contributo dei due sceneggiatori era un disastro. Erano battute e nient'altro. Non potei usare nemmeno una delle cose scritte da loro. Fu la peggiore delusione della mia vita. Mi toccò riprendere in mano il copione con alcuni negri». Donati concorda, aggiungendo: «Nella versione finale del copione non è rimasto praticamente nulla che abbiano scritto loro. Avevano scritto solo la prima parte. Una riga appena. Erano lontanissimi dallo stile di Leone. Da parte sua, quella di tirarli dentro era stata una scelta tipica. Aveva bisogno di provare qualcosa di nuovo. E fu una sofferenza. Più che un western, Age e Scarpelli avevano scritto una specie di commedia ambientata nel West». Lo stesso Furio Scarpelli descrisse come «fatale» il suo incontro con Leone. Vincenzoni dichiarò di aver scritto la sceneggiatura in undici giorni, ma ben presto lasciò il progetto in quanto i rapporti con Leone andavano deteriorandosi: si dedicò dunque a due western con registi diversi, Il mercenario (1968) di Sergio Corbucci e Da uomo a uomo (1967) di Giulio Petroni.
I tre personaggi principali contengono tutti elementi autobiografici del regista. In un'intervista, disse:
Il film dunque si basava su tre ruoli: arlecchino, picaro e cattivo. Leone fu inoltre molto attratto dalle idee che scaturivano nella realizzazione del film:
Egli raccontò inoltre una vecchia storia a proposito della guerra:
Il campo di prigionia dove vengono portati il Biondo e Tuco è basato proprio sui bassorilievi d'acciaio di Andersonville realizzati nell'agosto del 1864, quando erano presenti circa 35 000 prigionieri. In aggiunta a ciò, alcune scene esterne del film furono influenzate dall'archivio fotografico di Mathew B. Brady.
A questo proposito, Van Cleef ricordò:
Riguardo all'ambientazione del film, Sergio Leone disse:
Il regista non esitò a inserire elementi personali a proposito della guerra: la percezione del Biondo e di Tuco riguardo alla guerra è la stessa del regista; inoltre, gli sguardi dei due protagonisti nel campo di battaglia sintetizzano ciò che il regista voleva trasmettere. Oltretutto, tramite degli espedienti, evidenzia i contrasti nelle scene di guerra, criticando e, al tempo stesso, satirizzando la guerra civile: Tuco e il Biondo sono, infatti, tra i pochissimi a non indossare abiti militari durante la battaglia per il ponte e, nel marasma generale della guerra, a dimostrare umanità.
Il titolo iniziale del film era I due magnifici straccioni, ma fu cambiato appena prima di iniziare a girare il film, quando Vincenzoni ebbe in sogno il titolo Il buono, il brutto, il cattivo, che piacque subito a Leone.

### Cast

#### Clint Eastwood
Clint Eastwood incarna quello che è forse il personaggio maggiormente riuscito di Sergio Leone: alto, laconico, un micidiale pistolero curato nei minimi dettagli. Molto importante è inoltre la presenza del sigaro, uno dei simboli di questo film: Eastwood ne ha in bocca uno praticamente sempre e l'accende ripetutamente.
Leone introduce un personaggio a metà tra il classico cacciatore di taglie e il bandito, ispirandosi ai grandi classici come le tragedie greche e le opere di Shakespeare. Inoltre per sua stessa ammissione il personaggio di Clint Eastwood risente molto dello stile di grandi autori latini come Plauto e Terenzio. Sergio Donati disse di lui:
Gli uomini della prateria si concluse nel 1965 e a questo punto nessuno degli altri due film della Trilogia del dollaro era uscito negli Stati Uniti. Quando Leone gli offrì un ruolo nel suo prossimo film, quella era l'unica offerta che l'attore aveva ricevuto, ma lui non era ancora convinto: riteneva infatti che il ruolo di Tuco fosse più importante del suo, e quindi voleva ridimensionarlo. Leone cercò di convincerlo: «Ci mancò poco che non facesse la parte del Biondo. Dopo aver letto il copione trovò in effetti che il ruolo di Tuco fosse troppo importante, che fosse il migliore dei due ruoli. Tentai dunque di ragionarci: "Il film è più lungo degli altri due. Non puoi essere tutto solo. Tuco è necessario per la storia, e resterà come ho voluto che fosse. Devi capire che è il comprimario... e il momento in cui appari tu, è la star che fa la sua apparizione"».
Eastwood però non fu convinto, dunque Leone, insieme con la moglie, dovette andare in California per tentare una mediazione. La moglie del regista, Carla, ricorda perfettamente: «Clint Eastwood con sua moglie Maggie venne al nostro albergo... io spiegai che il fatto che avesse al suo fianco altri due grandi attori non avrebbe potuto che rafforzare la sua statura. A volte anche una grande star che interpreta un ruolo più piccolo insieme ad altri grandi attori può trarre vantaggio dalla situazione. A volte fare un passo indietro voleva dire farne due avanti». Mentre le due mogli parlavano, Eastwood e Leone si scontrarono duramente e il loro rapporto iniziò a incrinarsi. Leone disse: «Se interpreta la parte ne sarò felicissimo. Ma se non lo fa — beh, visto che sono stato io a inventarlo — domani dovrò inventarne un altro come lui». Dopo due giorni di trattative l'attore accettò di fare il film e volle essere pagato 250000 $ più il 10% dei profitti dei botteghini in tutti i territori occidentali, un accordo che non trovò contento Leone. Nel film il personaggio di Eastwood viene chiamato da Tuco con il suo soprannome, “il Biondo”, in quanto nessuno conosce il suo vero nome. Nella sceneggiatura del film, comunque, ci si riferisce a lui con il nome di "Joe", lo stesso con cui Piripero lo chiama in Per un pugno di dollari.

#### Eli Wallach
A proposito della scelta di Wallach, Leone disse:
Alla fine, dunque, Leone scelse Eli Wallach basandosi sul suo ruolo nel film La conquista del West (1962). In particolare, Leone fu molto colpito dall'interpretazione nella famosa scena La ferrovia. Il regista a questo proposito dirà a Oreste De Fornari, nella sua biografia:
I due si incontrarono a Los Angeles, ma l'attore fu scettico a interpretare di nuovo quel tipo di personaggio: dopo però che gli fu mostrata la sequenza di apertura di Per qualche dollaro in più, disse: «Per quando mi vuoi?». I due andarono d'amore e d'accordo, condividendo lo stesso bizzarro senso dell'umorismo. Leone permise a Wallach di effettuare dei cambi al suo personaggio in termini di messa in scena e riguardo alle sue gestualità ricorrenti; l'abbigliamento di Tuco è stato infatti scelto da Wallach stesso. Fu l'attore, inoltre, a proporre il ricorrente Segno della Croce, gesto usato ripetutamente dal personaggio. Eli Wallach ricorda con poche parole il suo lavoro con Lee Van Cleef: «Il ricordo principale del mio lavoro con Van Cleef è che era da poco divenuto l'orgoglioso possessore di una Mercedes nuova». Di tutt'altra entità è stato invece il rapporto con Eastwood:
Sia Eastwood che Van Cleef capirono che il personaggio di Tuco stava molto a cuore al regista, difatti Leone e Wallach divennero ottimi amici anche al di fuori del set. Van Cleef osservò:

#### Lee Van Cleef
L'espressione cupa e sempre pensierosa, gli occhi socchiusi rendono Sentenza lo stereotipo ideale del cattivo. Originariamente Leone per il ruolo di Sentenza aveva pensato a Charles Bronson, che però stava già interpretando Quella sporca dozzina (1967). Leone pensò quindi di lavorare di nuovo con Lee Van Cleef:
Lee Van Cleef ricordava:
L'attore aveva paura dei cavalli e non sapeva montare. Donati disse: «Gli dettero un morellino docile e ammaestrato come una bestia da circo (se ci fate caso, in altre scene lo monta anche Wallach, altro stracittadino negato per la sella). Ma per farlo salire in groppa ci voleva una sedia (giuro) e un uomo che reggesse l'animale. E dopo anche scendere, ovviamente, era analoga tragedia».
Diversamente dalla maggior parte dei personaggi da lui interpretati, Lee Van Cleef era un uomo molto mite. Donati ancora rivela un aneddoto: «[Ne Il buono, il brutto, il cattivo] doveva prendere a schiaffi una prostituta, e non riusciva neanche a far finta. L'attrice, che era Rada Rassimov, gli diceva: “Ma dai, non ti preoccupare anche se ti scappa una sberla vera, non m'importa, picchiami...”. Lui spiegava arrossendo che proprio non gli riusciva di alzare le mani su una donna, era più forte di lui». Anche in questo film Lee Van Cleef indossa lenti a contatto colorate: difatti dalla nascita ha un occhio di colore verde e l'altro di colore blu; questa caratteristica veniva camuffata in tutti i suoi film, ma ne Il buono, il brutto, il cattivo è possibile notare la sfumatura di colore diversa grazie ai frequenti primi piani a opera di Leone. Sono proprio gli occhi a fargli guadagnare l'appellativo della versione in inglese del film, idea di Leone stesso: Angel Eyes (‘Occhi d'angelo’).

#### Altri personaggi
- Aldo Giuffré interpreta il capitano nordista alcolizzato.
- Mario Brega nel ruolo del caporale Wallace. Un macellaio divenuto attore, l'imponente Brega era onnipresente nei film di Leone e negli spaghetti-western in generale.
- Antonio Casale nel ruoto di Bill Carson/Jackson. Casale apparirà successivamente nel film di Leone Giù la testa.
- Luigi Pistilli nel ruolo di padre Pablo Ramírez. Pistilli è stato un veterano di molti Spaghetti Western, nei quali interpreta solitamente un cattivo (come nel film di Leone Per qualche dollaro in più).
- Antonio Casas interpreta Stevens. Casas era un popolare calciatore spagnolo divenuto attore che è apparso in oltre 170 tra show TV e film in tutta la sua carriera.
- Livio Lorenzon interpreta Baker, soldato confederato.
- Rada Rassimov nel ruolo di María la prostituta.
- Al Mulock interpreta Elam, cacciatore di taglie senza un braccio.
- Molino Rojo interpreta il capitano del campo di prigionia.
- Alfonso Veady è il soldato senza gambe. Veady (1917-2003) era un gioielliere spagnolo (nato Juan Dionisio de la Fuente Torija)[21] che aveva perso gli arti inferiori durante la guerra civile spagnola, e che Leone assunse per un'apparizione nel film. Veady fu rintracciato decenni dopo l'uscita del film grazie a internet da fan curiosi di conoscere l'identità dell'attore, a cui i titoli di testa o di coda del film non resero giustizia.[22]
- Chelo Alonso è la moglie di Stevens. Attrice famosa negli anni Sessanta quale interprete di diversi peplum film.

### Riprese
Le scene furono principalmente girate in Spagna, fra la Castiglia e León e l'Andalusia; in parte vennero realizzate anche negli studi Elios Film a Roma.

### Regia
Il film fu realizzato con l'approvazione del regime franchista e l'assistenza tecnica dell'esercito spagnolo. Il cast includeva inoltre 1 500 soldati locali. Nel 1973 Eastwood ricordava:
Sul set del film Leone viene affiancato da un giovane Giancarlo Santi, che ricoprirà il ruolo di aiuto regista. Santi, intervistato al Festival di Torella dei Lombardi nel 2006, disse:
Per la prima volta Tonino Delli Colli fu il direttore della fotografia di un film di Sergio Leone. A proposito della loro collaborazione, Delli Colli disse: «C'è stato un punto di partenza, un principio estetico: in un western non si possono mettere tanti colori. Abbiamo tenuto le tinte smorzate: nero, marrone, bianco corda, dato che le costruzioni erano in legno e che i colori del paesaggio erano piuttosto vivi». Eli Wallach ricorda che Leone si ispirava, riguardo alla luce e alle ombre, a Vermeer e Rembrandt.
Mentre le riprese del film procedevano senza particolari intoppi, la notizia che il nuovo western di Sergio Leone era in produzione fece subito il giro del mondo. Il regista però si poneva in netto contrasto rispetto alle regolette della coproduzione fra Italia e Spagna del film, e si schierò apertamente contro di esse durante un'intervista per Il Messaggero datata 24 maggio 1966. Leone disse:
Durante le riprese del film, comunque, vi furono diversi episodi di rilievo; Wallach fu quasi avvelenato quando accidentalmente bevve da una bottiglia di acido lasciata da un tecnico vicino alla sua bottiglia di acqua minerale: egli menzionò questo fatto nella sua autobiografia e si lamentò affermando che nonostante Leone fosse un brillante regista, era completamente noncurante sulle misure di sicurezza degli attori durante le scene pericolose. L'attore fu in pericolo in un'altra scena, nella quale stava per essere impiccato dopo che fu sparato un colpo di pistola e il cavallo sotto di lui stava per scappare dalla paura. Mentre la corda intorno al collo di Wallach si ruppe, il cavallo si imbizzarrì e corse per circa un miglio con l'attore ancora su di esso e le sue mani legate sul dorso. La terza volta nella quale Wallach rischiò la vita fu durante la scena nella quale lui e Brega dovevano saltare dal treno in movimento. Il salto andò bene, ma la vita di Wallach fu in pericolo quando il suo personaggio doveva rompere la catena che lo legava all'altro personaggio, ormai morto. Tuco mise il corpo del caporale Wallace sui binari, facendo passare il treno sulla catena rompendola. Wallach, e presumibilmente tutto il cast, non si era accorto dei gradini di metallo che sporgevano di circa 30 cm da ogni vagone: se l'attore si fosse alzato dalla sua posizione al momento sbagliato, uno dei gradini sporgenti l'avrebbe decapitato. Successivamente Leone chiese a Wallach di rifare la scena, ma quest'ultimo disse che non l'avrebbe mai più fatta in vita sua.
Il film è stato girato in Spagna, facendo uso di numerose location. Tra i sopralluoghi e le riprese passarono diverse settimane, e sorse un problema nel sito scelto per le riprese della "scena del ponte". Alla prima ispezione, l'acqua nel fiume (il Río Arlanza, un torrente che "interpreta" il Rio Grande) era alta circa 1,20 m, perfetta per le necessità del film. All'arrivo della troupe, il fiume però si era sgonfiato, diventando un rigagnolo di soli 20 cm. Per ovviare al problema più a valle della zona delle riprese venne costruita una diga temporanea, grazie anche all'aiuto di una compagnia di genieri dell'esercito spagnolo, riportando l'acqua al livello richiesto.
Il ponte nel film dovette però essere costruito ben due volte. Leone voleva un ponte vero, pietra e legno, perfettamente transitabile. Ci vollero circa quindici giorni per costruirlo la prima volta, ma quando lo si dovette far esplodere iniziarono i problemi. Sergio Donati ricorda:
Per ovviare a questo problema si dovette dunque chiedere aiuto ai genieri dell'esercito spagnolo. Raggiunse dunque la troupe una vera e propria squadra di specialisti comandati da un capitano dell'esercito. Furono sistemate tutte le cariche, e le macchine da presa furono poste a diversi angoli del ponte. Durante il conto alla rovescia, al "meno dieci" il capitano dell'esercito confuse una parola detta da un tecnico delle cineprese con il segnale di far esplodere il ponte. Si riuscì dunque a riprendere solo alcuni passaggi del crollo. Eli Wallach ricorda così l'accaduto:
Sergio Donati racconta ancora: «Il ponte fu completamente ricostruito in una notte e la mattina seguente fu fatto saltare in aria di nuovo, questa volta con tutte le macchine da presa in funzione. Però il primo botto era il migliore, tant'è vero che tutte le inquadrature della ricaduta macerie montate nel film sono prese dai "tagli" del primo errore». I problemi con la scena del ponte non finirono qui: sia Eastwood sia Wallach rischiarono di essere travolti dall'esplosione. Eastwood osservò: «Se io e Wallach ci fossimo trovati nel punto stabilito da Leone, con tutta probabilità ora non sarei qui a raccontarvelo». Fu proprio Eastwood che insistette per adottare una posizione più sicura, in tutta tranquillità. Nonostante ciò, solo per un caso fortuito non venne colpito da un grosso frammento di pietra proiettato dall'esplosione a meno di un metro dalla sua testa, come si può chiaramente notare rivedendo la sequenza. Anche qui emerge la scarsa sicurezza adottata da Leone nei suoi film, tanto da indurre Eastwood a consigliare a Wallach di «non fidarsi mai di nessuno in un film italiano». Molti critici avvertono echi keatoniani in questa scena e Leone non smentisce di aver preso ispirazione dal film Come vinsi la guerra del 1927.
La preparazione del “triello” finale e del cimitero ha richiesto una cura maniacale e un grande impegno da parte di scenografi italiani e spagnoli, coordinati dall'allora aiuto scenografo Carlo Leva. Leone, in una giornata di pausa dalle riprese, andò a vedere come procedevano i lavori e, impressionato dalla precisione del lavoro di Leva, gli ricordò che nella scena finale si sarebbero dovute vedere delle ossa nella bara e che pretendeva ossa vere. Dopo un primo fallimento con una ricerca tra i medici e le autorità locali, Leva venne a sapere da un decoratore che a Madrid una donna affittava lo scheletro della madre, che in vita era stata attrice e aveva lasciato disposizione di usare il suo corpo per «recitare anche dopo la morte». In auto, si recò a Madrid dove ritirò lo scheletro perfettamente conservato, esattamente quello che compare nella bara. Sempre nella scena del cimitero, Leone per ottenere un genuino effetto di stupore in Eli Wallach mentre questo corre tra le tombe, lasciò libero un cane facendolo correre attraverso il set. Riguardo alla scena del cimitero, lo scenografo e costumista Carlo Leva ricorda:
La sequenza del triello sarà poi destinata a rimanere famosa nella storia del cinema: Sergio Leone sa esaltarla con una fotografia sempre nuova, con primi piani, con dettagli con le riprese degli occhi e con un montaggio sempre più veloce che farà scuola per i futuri grandi cineasti. Ma forse nulla sarebbe stata questa sequenza senza la straordinaria, esaltante e solenne colonna sonora firmata da un grande musicista: Ennio Morricone. George Lucas stesso ha dichiarato di aver preso ispirazione dai primi piani tipicamente leoniani durante le riprese di Star Wars: Episodio III - La vendetta dei Sith, in particolare nel duello finale tra Anakin Skywalker (Dart Fener) e Obi-Wan Kenobi. Inoltre questa sequenza ancora oggi viene studiata all'università del cinema di Los Angeles, fotogramma per fotogramma, come mirabile esempio di montaggio. In aggiunta a ciò, diverse scene del film sono state utilizzate per uno studio sulle funzioni superiori del cervello umano pubblicato il 12 marzo 2004 sulla prestigiosa rivista Science.
Riguardo alle scene finali del film, Leone disse:
L'ossessione del regista per i dettagli, aspetto peraltro già noto fin dai suoi primissimi lavori, assunse quasi una connotazione leggendaria. Luca Morsella, figlio di Fulvio Morsella, ricordò così un avvenimento:

### Titolo
Il titolo, nato per caso, rispecchia il pensiero di Leone. Nei tre protagonisti, ognuno per la propria parte autobiografico, coesistono bellezza e bruttezza, umanità e ferocia: il regista demistifica tutti questi concetti e al contempo, in una dichiarata denuncia della follia della guerra, demistifica la stessa storia degli Stati Uniti d'America, mostrandone il lato violento e brutale, appannato dalla tradizione mitizzante dell'epopea western.

## Colonna sonora
La colonna sonora del film fu composta da Ennio Morricone, frequente collaboratore di Leone (del quale fu anche compagno di classe in terza elementare), le cui caratteristiche composizioni, contenenti spari, fischi (di Alessandro Alessandroni) e jodel, contribuiscono a ricreare l'atmosfera che caratterizza il film. Il motivo principale, assomigliante all'ululato del coyote, è una melodia composta da due note, divenuta molto famosa. Essa è utilizzata per i tre personaggi principali del film, con un differente strumento usato per ognuno: flauto soprano per il Biondo, l'arghilofono del maestro Italo Cammarota per Sentenza e la voce umana per Tuco. Questo motivo si ripropone durante tutto il film, senza però mai annoiare né risultare scontato: Leone e Morricone la ripropongono solo nei momenti appropriati, rendendo memorabili le scene.
Il tema, ricorda Morricone, era stato realizzato in modo molto bizzarro:
Sergio Leone ricordò che una parte delle musiche di Ennio Morricone fu scritta prima dell'inizio delle riprese: per problemi di budget questo non era stato possibile nei film precedenti. Secondo il regista questo era un grande passo avanti:

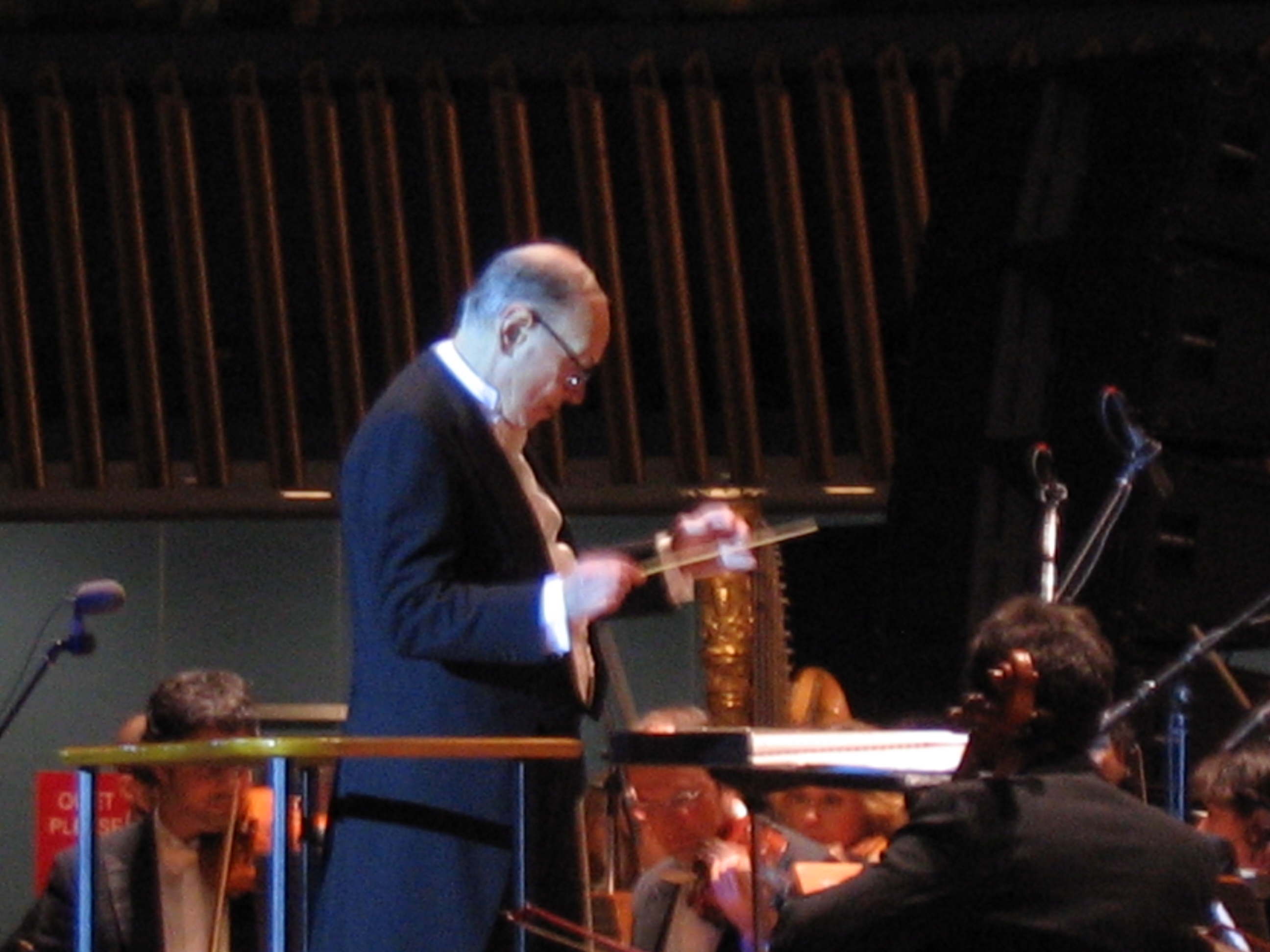
Il compositore della colonna sonora del film, Ennio Morricone

La colonna sonora si combina perfettamente con lo scenario della guerra di secessione americana, con la triste ballata La storia di un soldato, suonata dai prigionieri sudisti quando Tuco viene torturato da Sentenza. Il famoso climax del film, durante la scena del cimitero, viene introdotto dalla memorabile L'estasi dell'oro e il mexican standoff finale viene accompagnato dal Triello. Il brano regge la scena insieme agli sguardi i protagonisti, in una sequenza di 7 minuti senza dialoghi. L'estasi dell'oro veniva utilizzata dai Ramones e viene tuttora utilizzata dai Metallica come musica introduttiva in ogni concerto live.
Il motivo principale del film fu un successo nel 1968, assieme alla canzone dei The Rolling Stones Jumpin' Jack Flash. L'album contenente la colonna sonora rimase in classifica per più di un anno, raggiungendo il nº 4 nella classifica di Billboard. Sempre il motivo principale fu inoltre un grande successo per Hugo Montenegro, la cui interpretazione del brano raggiunse la seconda posizione nella classifica di Billboard dello stesso anno. The Clash lo utilizzarono come introduzione ai loro concerti nel tour 1981, arrivando sul palco uno alla volta davanti alla folla in attesa della performance ininterrotta dell'album Sandinista! Il brano è stato inoltre utilizzato dalla FIAT e dal Camel Trophy per dei loro spot pubblicitari televisivi. In aggiunta a ciò, la Ukulele Orchestra of Great Britain ha eseguito una interpretazione del pezzo in un concerto, registrato nel DVD Anarchy in the Ukulele del 2005.
Come il film stesso, anche la colonna sonora è entrata di diritto nella leggenda: fa parte delle 101 colonne sonore selezionate da John Caps ed è una delle 5 colonne sonore scelte da Richard Schickel per il TIME. L'album contenente la colonna sonora è stato rimasterizzato e pubblicato dalla Capitol Records nel 2004, con l'aggiunta di dieci pezzi musicali del film. La GDM Music inoltre ha pubblicato una versione europea nel 2001 contenente altro materiale, fino a una lunghezza di 59:30 minuti.

### Tracce

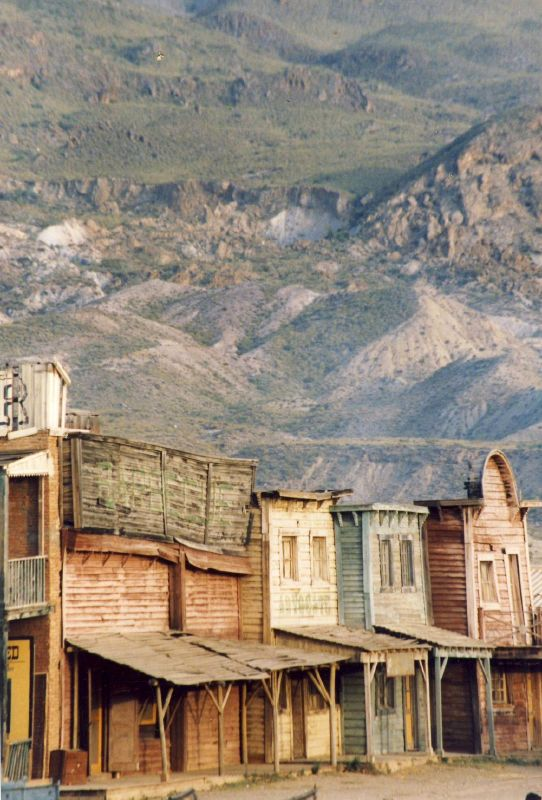
Set del film

Tutte le musiche sono composte da Ennio Morricone.

#### Versione del 1966
1. Il buono, il brutto, il cattivo - 2:38
2. Il tramonto - 1:12
3. Il forte - 2:20
4. Il deserto - 5:11
5. La carrozza dei fantasmi - 2:06
6. Marcetta - 2:49
7. La storia di un soldato - 3:50
8. Marcetta senza speranza - 1:40
9. Morte di un soldato - 3:05
10. L'estasi dell'oro - 3:22
11. Il triello - 7:14

#### Versione del 2004
1. Il buono, il brutto, il cattivo (The Good, the Bad and the Ugly) (Main Title) - 2:42
2. Il tramonto (The Sundown) - 1:15
3. Sentenza - 1:41 *
4. Fuga a cavallo - 1:07 *
5. Il ponte di corde - 1:51 *
6. Il forte (The Strong) - 2:22
7. Inseguimento - 2:25 *
8. Il deserto (The Desert) - 5:17
9. La carrozza dei fantasmi (The Carriage of the Spirits) - 2:09
10. La missione San Antonio - 2:15 *
11. Padre Ramírez - 2:37 *
12. Marcetta (Marcia) - 2:53
13. La storia di un soldato (The Story of a Soldier) - 3:53
14. Il treno militare - 1:25 *
15. Fine di una spia - 1:16 *
16. Il bandito monco - 2:45 *
17. Due contro cinque - 3:46 *
18. Marcetta senza speranza (Marcia Without Hope) - 1:40
19. Morte di un soldato (The Death of a Soldier) - 3:08
20. L'estasi dell'oro (The Ecstasy of Gold) - 3:23
21. Il triello (The Trio) (Main Title) - 7:14

* traccia inedita

### Musicisti
- Pierino Munari: batteria
- Franco De Gemini: armonica a bocca
- Michele Lacerenza: tromba
- Francesco Catania: tromba
- Bruno Battisti D'Amario: chitarra classica
- Elvio Monti: pianoforte, clavicembalo, celesta, organo, campane tubolari
- Pino Rucher: chitarra elettrica[43][44]
- Alessandro Alessandroni: fischio
- Nicola Samale: flauto soprano
- Italo Cammarota: arghilofono
- Edda Dell'Orso: voce
- Alide Maria Salvetta: voce
- I Cantori Moderni di Alessandroni: cori
- Franco Cosacchi, Nino Dei, Enzo Gioieni: voci

Orchestra d'archi dell'Unione Musicisti di Roma diretta da Bruno Nicolai.

## Promozione
Le locandine per la versione statunitense recitavano:

## Distribuzione

### Data di uscita
Di seguito sono riportate le date di uscita del film.
- Italia: Il buono, il brutto, il cattivo, a Roma il 23 dicembre 1966
- Germania Ovest: Zwei glorreiche Halunken, 15 dicembre 1967
- U.S.A.: The Good, the Bad and the Ugly, 20 dicembre 1967
- Giappone: 続・夕陽のガンマン, 30 dicembre 1967
- Finlandia: Hyvät, pahat ja rumat, 2 febbraio 1968
- Francia: Le bon, la brute et le truand, 8 marzo 1968
- Svezia: Den gode, den onde, den fule, 10 aprile 1968
- Hong Kong: (non disponibile), 13 giugno 1968
- Regno Unito: The Good, the Bad and the Ugly, 22 agosto 1968
- Pakistan: (non disponibile), 22 luglio 1974
- Filippine: (non disponibile), 7 agosto 1977 (Davao)
- Norvegia: Den gode, den onde og den grusomme, 8 ottobre 1982

### Doppiaggio
Il set era una vera e propria Babele: Leone parlava pochissimo inglese; mezza troupe e le comparse parlavano spagnolo; Wallach non capiva l'italiano e quindi usava il francese per comunicare con gli italiani; anche durante le riprese, gli attori secondari parlavano le loro rispettive lingue, per poi essere doppiati in studio.
I tre protagonisti recitarono in inglese e vennero doppiati in italiano per il debutto del film a Roma. Per la versione americana del film, tutti e tre si sono doppiati da soli, mentre il resto del cast venne doppiato in inglese da altri interpreti. Si può notare che nessun dialogo è completamente sincronizzato, poiché Leone raramente (o mai) girava le scene con l'audio sincronizzato. Varie ragioni furono ipotizzate per questo: a Leone spesso piaceva sentire la musica di Morricone durante una scena per ispirare gli attori; a Leone importava inoltre molto più la visuale della scena rispetto ai dialoghi (il suo inglese era molto limitato); a tutto ciò si aggiungevano le limitazioni tecniche del tempo, e sarebbe stato dunque molto difficile registrare perfettamente i dialoghi nelle scene girate da Leone. Tuttavia, senza una ragione ben definita (alcuni affermarono che il film doveva sembrare girato direttamente in inglese, dunque si dovevano sistemare i problemi di sincronizzazione) tutti gli attori vennero ridoppiati. Il doppiaggio fu effettuato a New York tra l'ottobre e il novembre del 1967. La supervisione del doppiaggio fu affidata a Mickey Knox, un attore statunitense amico di Wallach. Knox ricorda:
Sergio Donati andò a controllare l'operato dei doppiatori, ma con orrore scoprì il direttore del doppiaggio (Knox) modificare i dialoghi vistosamente, per essere sincronizzati con il labiale. Donati, a questo proposito, disse:
A causa di un errore di traduzione, inoltre, nei primi trailer americani del film Sentenza diventa il Brutto e Tuco il Cattivo.

### Edizioni home video
Nel 1970 la Cineteca Nazionale acquistò la copia integrale del capolavoro di Sergio Leone. Dopo 30 anni, nel 2000, la stessa Cineteca ha dato inizio al restauro della pellicola originale, contenente inoltre 3 363 fotogrammi tagliati nel 1966. Tutte le nuove tecnologie sono state utilizzate, dando al film nuova vita, rinnovando i magnifici colori dei paesaggi spagnoli e risincronizzando la splendida colonna sonora. I curatori del progetto sono stati Tonino Delli Colli, Enzo Ocone, Alberto Grimaldi e Aldo Strappini. Il restauro è stato effettuato nei laboratori della prestigiosa Scuola nazionale di cinema–Cineteca Nazionale e di Cinecittà in Roma.
Tuttavia con l'avvento del blu-ray disc la pellicola è stata oggetto di ulteriori restauri, operati stavolta dalla Cineteca di Bologna, per assecondare i nuovi standard dell'alta definizione. Nel 2009 il laboratorio bolognese "L'immagine ritrovata" aveva restaurato la versione cinematografica italiana del film partendo da una scansione digitale in 2K dei negativi originali; nel 2014 la pellicola è tornata nuovamente nei laboratori della Cineteca su commissione della MGM e con la collaborazione della Film Foundation di Martin Scorsese. Il restauro del 2014 si distingue in positivo per l'utilizzo di nuove tecnologie e risorse che hanno arricchito notevolmente il risultato finale: è stata effettuata una nuova scansione digitale, stavolta in 4K, sempre su negativi originali; inoltre i lavori sono stati fatti sulla versione estesa del film, proiettata negli Stati Uniti, che include quasi 5 minuti di scene che non erano comprese nel montaggio cinematografico italiano. La colorimetria invece è stata rifatta prendendo come riferimento copie Technicolor dell'epoca e consultando il direttore della fotografia Sergio Salvati, che lavorò sul set del film in veste di assistente operatore.
Per quanto riguarda il mercato home-video italiano l'edizione disponibile in DVD e Blu-ray Disc è quella prodotta da 01 Distribution e distribuita da Rai Cinema, che contiene la versione del 2009. Il restauro del 2014 invece viene utilizzato per la trasmissione televisiva.

## Accoglienza

### Incassi
Il film spopolò ben presto in tutto il mondo, grazie soprattutto alla fama già consolidata del regista Sergio Leone. Dal 1966, anno dell'uscita, il film ha incassato più di 25 milioni di dollari. Gli stessi dirigenti della United Artists rimasero stupefatti vedendo le sale di tutto il mondo gremite come mai nessun western era riuscito a fare. In Italia, il film arrivò terzo dietro a La Bibbia di John Huston e Il dottor Živago di David Lean. Benché messo a confronto con capolavori del cinema internazionale, il western di Leone non sfigurò, essendo stato penalizzato dal divieto ai minori di 14 anni.
Da allora il film è rimasto molto amato dal pubblico, che continua a manifestare un elevato gradimento: gli utenti di Box Office Mojo lo insigniscono del grado "A" e inoltre ottiene il 97% di recensioni positive sul sito aggregatore di recensioni Rotten Tomatoes. Il film viene inoltre preso molto bene in considerazione nelle varie classifiche dei migliori film di tutti i tempi: gli utenti del Mr. Showbiz Web site lo classificano all'81º posto; i lettori del giornale Empire Magazine lo pongono al 41º posto; si trova al 69º posto nella classifica stilata dai lettori di Time Out. È inoltre costantemente tra le prime 10 posizioni nella IMDb Top 250 movies; 10º nel 2023, la più alta posizione mai raggiunta per un film western e per una pellicola non americana.
Il buono, il brutto, il cattivo detiene ad oggi il tredicesimo posto nella classifica dei film italiani più visti di sempre con 11 364 221 spettatori paganti.

### Critica
Fin dall'uscita del film la critica fu molto varia, influenzata dal fatto che gli spaghetti-western venivano mal considerati oltre oceano. Roger Ebert, che successivamente incluse il film nella sua personale lista dei migliori film, affermò che nella sua prima recensione "descrisse un film da 4 stelle dandogliene solo 3, forse perché si trattava di uno spaghetti-western e quindi non poteva essere considerata arte". Ebert inoltre evidenziò la caratteristica unica di Leone che permette al pubblico di essere vicino ai personaggi vedendo esattamente ciò che loro vedono.
Gian Luigi Rondi, giornalista de il Tempo, pur elogiando il film nel complesso, mosse una critica sulla lentezza del film, difetto considerevole per un western:
(Gian Luigi Rondi)
Anche Tullio Kezich per il Corriere della Sera criticò la lentezza e monotonia del film, esaltando allo stesso tempo altri aspetti:
(Tullio Kezich)
Pietro Bianchi per Il Giorno elogiò apertamente il film:
(Pietro Bianchi)
Sulla stessa scia fu il commento di Enzo Biagi sull'Europeo:
(Enzo Biagi)
Alberto Moravia per L'Espresso accusò il film di bovarismo piccolo borghese, criticando tutto il genere western:
(Alberto Moravia)
La critica, oltre che nei riguardi del film, fu molto aspra anche nei confronti di Clint Eastwood:
Tuttavia le platee di tutto il mondo furono conquistate da quel personaggio, tanto da indurre Eastwood a controbattere: «La critica è varia, ma il pubblico va con me».
Oggi la pellicola è considerata un cult della storia del cinema ed è ritenuta uno dei migliori western di sempre. Il film fa parte dei 100 migliori film della storia del cinema del TIME realizzata dai critici Richard Corliss e Richard Schickel. È presente nella lista dei Migliori 1000 film mai fatti stilata dal The New York Times e inoltre si posiziona al 46º posto nella classifica stilata da Channel 4.
Infine Quentin Tarantino, affermato regista e sceneggiatore, considera Il buono, il brutto, il cattivo il miglior film mai diretto nella storia del cinema.

## Particolarità varie

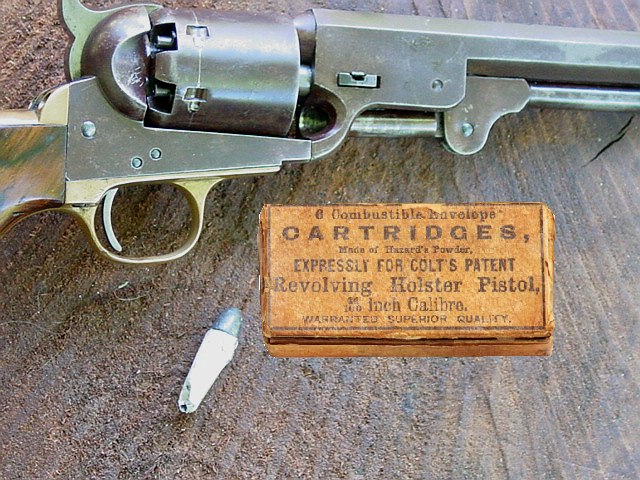
Il sistema originale di caricamento ad avancarica della Colt Navy

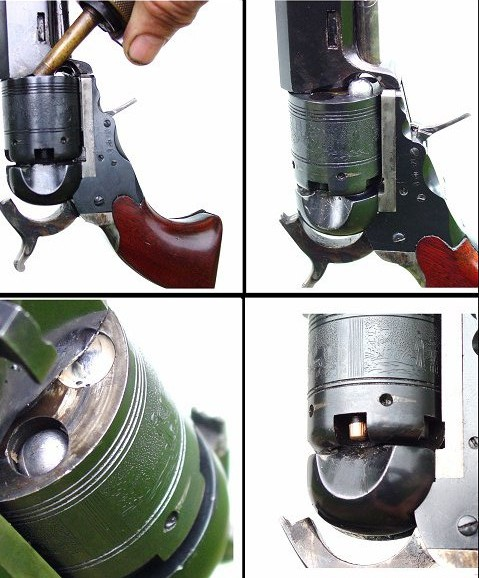
Sequenza delle azioni per ricaricare una Colt a ripetizione ad avancarica

Come in tutti i film di Sergio Leone, vennero usate delle copie prodotte dalla Aldo Uberti, produttore emergente di armi western in replica. Le armi in replica vennero usate per due motivi sostanziali: il primo motivo consisteva nella difficoltà oggettiva di trovare armi originali, difficoltà accentuata dal costo proibitivo essendo le armi dell'epoca oggetto di collezione e culto da parte di collezionisti americani.
La seconda difficoltà nasceva dal fatto che la Colt Navy, la pistola più usata nel film, era ad avancarica e venne fabbricata a partire dal 1850. A quell'epoca non esistevano ancora le munizioni metalliche come le conosciamo oggi, così come non erano diffuse nel 1862-63, epoca nella quale il film è presumibilmente ambientato. La stessa pistola originale era ad avancarica. Questo fatto evidentemente rendeva meno "veloci" e accattivanti le scene di sparatoria che nei fatti sono state il clou delle scene di questo e altri film di Sergio Leone. Al contrario di Tuco e del Biondo, Sentenza porta un revolver Remington modello 1858, molto ben inquadrato nel "triello" finale. I fucili sono Winchester con caricamento a leva. Quello impugnato dal Biondo nelle scene dove taglia il cappio a Tuco è in realtà la replica di un Winchester modello 1866, modificato per assomigliare a un fucile a leva Henry. Quest'ultimo fu effettivamente adoperato in piccole quantità anche durante la Guerra Civile. All'epoca delle riprese la ditta Uberti non lo costruiva ancora.

## Influenza culturale

Dal film Vado... l'ammazzo e torno, i tre banditi vestiti come Il buono, il brutto, il cattivo

Per la scena iniziale di C'era una volta il West, Leone aveva contattato Eastwood, Wallach e Van Cleef chiedendogli di fare la parte dei tre killer che attendono il protagonista alla stazione; Van Cleef e Wallach erano interessati, ma Eastwood non accettò, così Leone ripiegò su altri tre attori, due dei quali (Jack Elam e Woody Strode) erano notissimi caratteristi dei western americani.
Il regista Giovanni Grimaldi realizzò una parodia di questo film nel 1967, intitolata Il bello, il brutto, il cretino: interpretato da Franco Franchi e Ciccio Ingrassia, ripeteva in chiave comica alcune situazioni del film originale, tra cui il celebre "triello" finale; viene anche imitato, in alcune scene, lo stile di Leone, per esempio le inquadrature lunghe sul primo piano degli attori.
Anche nel film del 1967 Due rrringos nel Texas, sempre con Franco e Ciccio, si fa la parodia del film di Leone.
Il film del 1967 Vado... l'ammazzo e torno di Enzo G. Castellari è una vera e propria fucina di allusioni al capolavoro di Leone: il titolo stesso del film, Vado... l'ammazzo e torno è una battuta di Tuco, quando riforma la società con il Biondo. I riferimenti, però, non si esauriscono qui: il film stesso ricalca la trama, con tre uomini alla ricerca di un tesoro nascosto; inoltre, nella scena iniziale del film, quando arrivano i tre banditi in città, sono facilmente riconoscibili dai vestiti e dagli atteggiamenti come il Buono, il Brutto e il Cattivo.
Il personaggio di Elliot Belt, titolare antagonista de Il cacciatore di taglie della serie Lucky Luke è una caricatura di Lee Van Cleef e di Sentenza.
Altra parodia del film, fin dal titolo, è Il bianco, il giallo, il nero del 1975 diretto da Sergio Corbucci e interpretato da Giuliano Gemma, Tomas Milian e lo stesso Eli Wallach.
Il film sudcoreano del 2008 Il buono, il matto, il cattivo di Kim Ji-woon è un omaggio al film di Sergio Leone. Difatti i protagonisti sono sempre tre, sono alla ricerca di un tesoro, e alla fine sono coinvolti nel famoso triello.
Una storia a fumetti della Marvel Comics si intitola Il buono, il brutto e il cattivo e vede come protagonisti Capitan America, Deadpool e Wolverine.
A marzo 2012, la IDW Publishing pubblica il numero 176 della serie G.I Joe: A Real American Hero; la copertina mostra Snake Eyes, la Baronessa e Cobra Commander con le scritte "Il Buono", "La Cattiva", "Il Brutto". Curiosamente le diciture sono scritte in italiano piuttosto che in inglese, ma l'ordine dei personaggi è quello americano.
Nel 2014 l'editore Bompiani pubblica il romanzo di Nelson Martinico Il buono, il brutto e il figlio del cattivo, in seguito ritirato dal commercio per volere degli eredi di Leone.
Uno dei giochi del quiz di Rai 1 L'eredità si chiama "Triello" ed è introdotto dalla stessa musica del film.

## Sequel
Sergio Leone non aveva intenzione di girare altri western e con il successivo C'era una volta il West ha la pretesa di chiudere il genere. Lo sceneggiatore storico di Leone, Luciano Vincenzoni, ha però dichiarato più volte di aver scritto la sceneggiatura di un sequel, Il buono, il brutto, il cattivo n. 2 ambientato circa vent'anni dopo il film originale. La sceneggiatura era comunque in fase embrionale, ma Vincenzoni aveva contattato i personaggi principali. Eli Wallach infatti diede alcuni accenni riguardo alla trama del presunto sequel:
Lo stesso Clint Eastwood, venuto a conoscenza del sequel, si rese disponibile a occuparsi della produzione e a fare da voce narrante per il film, rispettando il futuro del suo vecchio personaggio. Per la regia fu contattato Joe Dante e Sergio Leone avrebbe dovuto essere il coproduttore del film. Tuttavia, nonostante le premesse, il film non andò in porto, in quanto lo stesso Leone non era affatto d'accordo nel girare un altro western, e non diede il permesso di utilizzare il titolo e i personaggi.